# フォレストモール
フォレストモール（英語：Forest Mall）は、東京都新宿区西新宿の新宿住友ビル内に本社を置く株式会社フォレストモール（英文社名：Forest Mall Co., Ltd.）が運営するショッピングセンター (SC) の店舗ブランド。
アメリカ西海岸の住宅街にあるネイバーフッド型ショッピングセンター (NSC) に範をとり、郊外型の近隣型ショッピングセンターを全国展開する。
2006年に第1号SCとして南大沢駅前にフォレストモール南大沢を出店して以来、関東・甲信地方で店舗を展開してきたが、2017年には宮城県仙台市に出店して東北地方へ進出、2019年には京都府木津川市に出店して関西進出し、初の西日本への出店を果たした。
会社および店舗のロゴマークは、森 (Forest) を表す緑の樹木が3本寄り添ったマークの下に「Forest Mall」の黒い文字をあしらったもの。

## 概要
近隣地域を基本商圏とした小商圏型の、近隣型ショッピングセンターの開発運営を行い、主に食品スーパーを核店舗とする郊外型ショッピングセンターを展開する。
2003年1月に創業した株式会社やまきSC開発が母体で、本社を東京都調布市に置いていた。その後、多摩ニュータウン計画により開発された東京都八王子市南大沢の南大沢駅前に、2006年11月に第1号SCとなるフォレストモール南大沢を開業し、本社もフォレストモール南大沢内へ移転した。2007年4月2日に株式会社フォレストを設立してデベロッパー事業を継承させ、株式会社やまきSC開発は解散した。
2015年3月に本社を新宿へ移転。翌2016年7月には店舗ブランド名に合わせ、社名を株式会社フォレストモールに変更した。
創業者の多田直樹が若い頃にアメリカの南カリフォルニアに在住していた際、現地の良好な住環境やまちづくりの先進性に感銘を受けたことが会社設立の契機となった。帰国後は小売業に携わりつつ「衣食住」の「住」を商業施設の観点から見直すとともに、日本の住環境に対して問題意識を抱いたことから、身近な商業施設である近隣型ショッピングセンターの重要性を感じ、ショッピングセンター事業を立ち上げるに至った。
日本国内でも、広域商圏型の大型ショッピングセンターでは豪華なものは多数あるが、当時、中規模から小規模の近隣型ショッピングセンターは簡素なものが多かった。多田が見たアメリカの近隣型ショッピングセンターは、建物も日本に比べて豪華で、地域住民の生活と住環境を支える重要な社会的インフラとして機能していた。多田は日本においても、そのような近隣型ショッピングセンターを展開することを目的として会社を設立した。近隣型ショッピングセンターへのこだわりと、ショッピングセンターを良好な住環境の一部として位置づけるという思想に特徴がある。

### サンドラッグとの関係
創業者の多田直樹（1962年11月13日 - ）は、東京都府中市に本社を置くドラッグストアチェーン・サンドラッグ創業者の多田幸正（1927年8月31日 - 2001年1月24日）の長男である。アメリカからの帰国後、1990年5月にサンドラッグに入社。2000年9月にサンドラッグの株主でもある株式会社イリュウ商事の代表取締役社長に就任した。父の死後、2001年3月にサンドラッグを退社し、同年6月にサンドラッグ取締役に就任した。2003年に株式会社フォレストモールの前身となるやまきSC開発を設立。その後、2019年3月にイリュウ商事の代表取締役会長に就任、同年4月にサンドラッグ取締役管理本部長に就任している。
多田直樹の実弟の多田高志（1969年3月10日 - ）は、1992年4月にイトーヨーカ堂に入社、1996年10月にサンドラッグに入社。2001年3月にイリュウ商事の取締役に就任。2006年12月にサンドラッグを退社し、2007年1月にやまきSC開発の専務取締役に就任した。2009年6月に株式会社フォレスト代表取締役社長に就任。2017年6月よりサンドラッグ取締役に就任している。
このように、サンドラッグ創業者の子息兄弟が立ち上げた会社であるため、サンドラッグとのつながりが深く、フォレストモールのほとんどの店舗にはサンドラッグが出店している。多田兄弟はサンドラッグの大株主でもある。

## 沿革
主な出典：公式サイト「会社概要」内「沿革 History」
- 2003年（平成15年）1月 - 株式会社やまきSC開発を設立（本社：東京都調布市）。近隣型ショッピングセンター開発事業を開始[1]。
- 2006年（平成16年）11月 - フォレストモール南大沢（東京都八王子市）を開業、本社を同モール内へ移転[1]。
- 2007年（平成17年）4月2日 - 株式会社フォレストを設立、デベロッパー事業を継承[1]。株式会社やまきSC開発を解散[1]。
- 2010年（平成22年）4月 - フォレストモール岡谷（長野県岡谷市）を開業[1]。
- 2011年（平成23年）3月24日 - フォレストモール富士河口湖（山梨県南都留郡富士河口湖町）を開業[1]。
- 2013年（平成25年）4月 - フォレストモール新前橋（群馬県前橋市）を開業[1]。
- 2014年（平成26年）
  - 3月 - フォレストモール富士川（山梨県南巨摩郡富士川町）を開業[1]。
  - 12月 - ヴェルモ志木（埼玉県志木市）を開業[1]。
- 2015年（平成27年）3月 - 本社を東京都新宿区へ移転[1]。
- 2016年（平成28年）7月 - 株式会社フォレストモールに社名変更[1]。
- 2017年（平成29年）
  - 1月 - 株式会社フォレストプロパティを資産保有会社として設立[1]。
  - 11月23日 - フォレストモール仙台茂庭（宮城県仙台市太白区）を開業[1]、東北地方へ進出[1]。
- 2018年（平成30年）
  - 4月20日 - フォレストモール印西牧の原（千葉県印西市）を開業[1]。
  - 7月13日 - フォレストモール石岡（茨城県石岡市）を開業[1]。
- 2019年（平成31年/令和元年）
  - 3月 - 株式会社フォレストプロパティを合同会社に組織変更[1]。
  - 5月24日 - フォレストモール甲斐竜王（山梨県甲斐市）を開業[1][8]。
  - 11月22日 - フォレストモール木津川（京都府木津川市）を開業[1]、西日本へ進出[9][10]。
- 2020年（令和2年）11月 - フォレストモール八王子大和田（東京都八王子市）を開業[1][11]。
- 2022年（令和4年）
  - 9月30日 - フォレストモール佐久平（長野県佐久市）を開業[1]。
  - 10月28日 - フォレストモール岩出（和歌山県岩出市）を開業[1]。
  - 11月18日 - フォレストモール京田辺（京都府京田辺市）を開業[1]。
- 2023年（令和5年）
  - 4月7日 - フォレストモール常陸太田（茨城県常陸太田市）を開業[1]。
  - 4月28日 - フォレストモール八尾（大阪府八尾市）を開業[1]。
- 2024年（令和6年）
  - 11月29日 - フォレストモール川崎黒川（神奈川県川崎市麻生区）を開業[1]。

## 店舗一覧

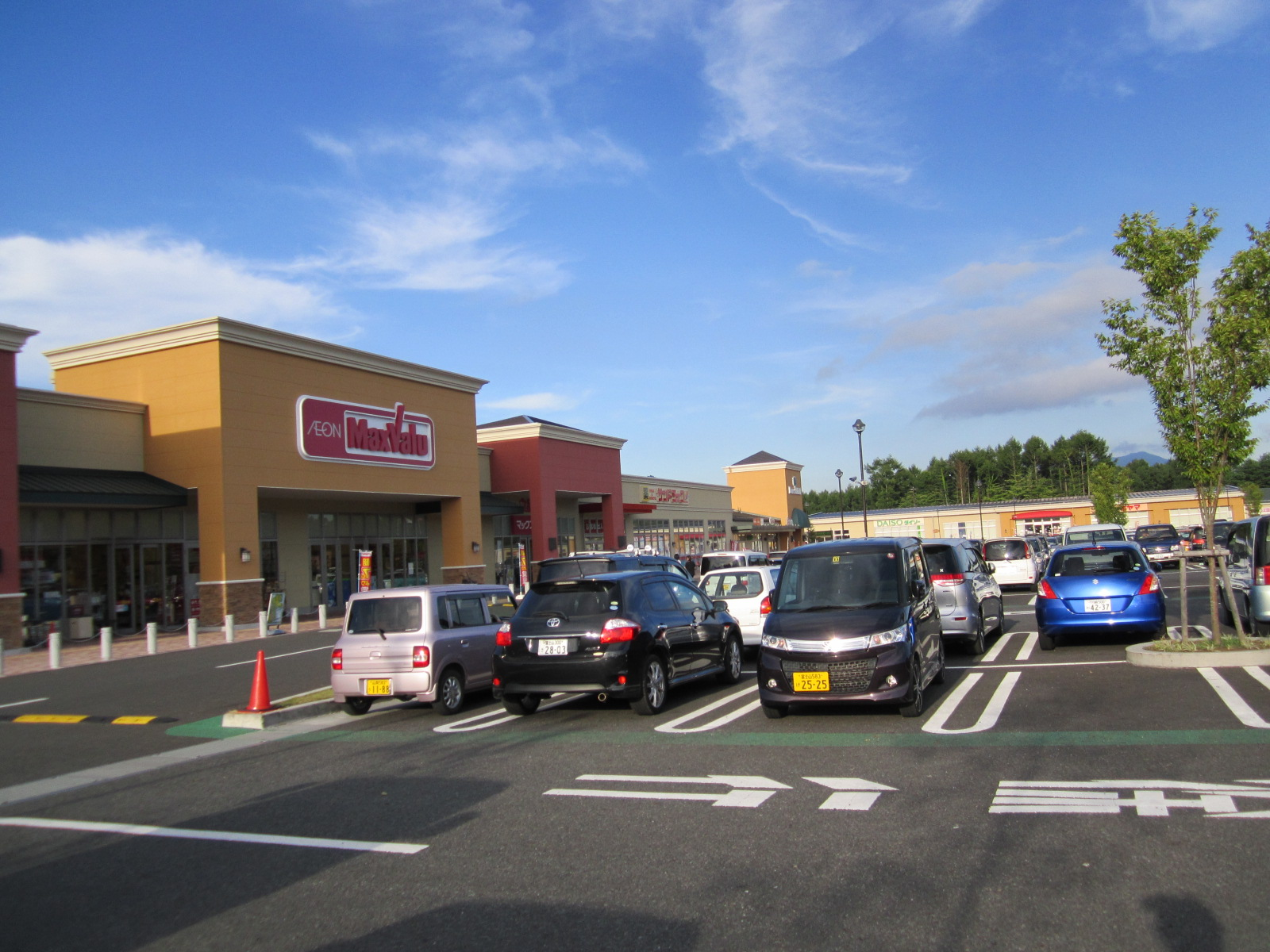
フォレストモール富士河口湖

各店舗の開業年月日については「#沿革」節を参照。
核店舗はスーパーマーケット（食品スーパー）で、前述のとおり大半の店舗にサンドラッグが出店している。100円ショップはダイソーが多いが、セリアが出店している店舗もある。その他には飲食店、クリニックや各種サービス、敷地面積の広い店舗ではホームセンターなどが出店する。
各店舗のテナントなどの詳細は、公式サイト内「事業内容」の店舗一覧を参照。同じSC内でも営業時間は各テナントにより異なる。

### 東北地方
フォレストモール仙台茂庭
- 所在地 - 宮城県仙台市太白区茂庭字新御所川62[12]
- ロードサイド店舗。茂庭は「もにわ」と読む。核店舗はヨークベニマル。ドラッグストアはツルハドラッグ、100円ショップはダイソー。仙台初出店となるホームセンターのダイユーエイト[13]などが出店。

大型アニメテーマパーク「WARASCO」の建設計画が頓挫し、塩漬けになっていた跡地に建設された。
- アクセス - 国道286号沿い、東北自動車道仙台南ICより約1.5km。

### 関東地方
フォレストモール南大沢
- 所在地 - 東京都八王子市南大沢2-25[14]。
- 駅前型店舗。多摩ニュータウン内の南大沢駅前に開業したSC1号店。一時期は本社も置かれていた。

近隣の商業ビル「ガレリア・ユギ」に大型店舗のイトーヨーカドー南大沢店があるため、スーパーマーケットは出店せず、飲食店や蔦屋書店などが入居する小規模モールとなっている。ドラッグストアはサンドラッグ、100円ショップはなし。ローソンが出店。
南大沢駅前にはその他、三井アウトレットパーク多摩南大沢をはじめ、京王電鉄の駅ビルであるフレンテ南大沢、TOHOシネマズ南大沢を核店舗とするファブ南大沢などの商業施設が集まり、八王子市南部の商業地域となっている。
- アクセス - 京王相模原線南大沢駅前。店舗駐車場は有料だが、利用金額により無料サービスがある[19]。

フォレストモール八王子大和田
- 所在地 - 東京都八王子市大和田町5-7-18[20]

フォレストモール新前橋
- 所在地 - 群馬県前橋市古市町180-1[21]
- 駅前型店舗。核店舗はフレッセイクラシーズ。ドラッグストアはサンドラッグ、100円ショップはダイソー。
- アクセス - JR上越線新前橋駅東口。

ヴェルモ志木
- 所在地：埼玉県志木市本町6-22-38[22]
- 唯一「ヴェルモ (Vermo) 」を名乗り、フォレストモールブランドではない店舗。核店舗はヤオコー。ドラッグストアはサンドラッグ、100円ショップはダイソー。
- アクセス：埼玉県道113号沿い、最寄り駅は東武東上線志木駅。

フォレストモール印西牧の原
- 所在地 - 千葉県印西市滝野3-1[23]
- 千葉ニュータウン内の店舗。核店舗はマルエツ。ドラッグストアはくすりの福太郎、100円ショップはセリア。

近隣には、ショッピングセンターのBIGHOPガーデンモール印西、牧の原モア、ホームセンターのジョイフル本田千葉ニュータウン店、シネマコンプレックスのUSシネマ千葉ニュータウンなどが集まり、千葉ニュータウン内の商業地域となっている。
- アクセス：北総鉄道印西牧の原駅より約1.5km（徒歩約20分）

フォレストモール石岡
- 所在地 - 茨城県石岡市石岡12886[24]
- ロードサイド店舗。核店舗はヨークベニマル石岡西店。ドラッグストアはサンドラッグ、100円ショップはダイソー。ヤマダ電機テックランドNew石岡店などが出店。
- アクセス - 常磐自動車道石岡小美玉スマートICより約2.3km、千代田石岡ICより約5.4km。最寄り駅はJR常磐線石岡駅。

フォレストモール常陸太田
- 所在地 - 茨城県常陸太田市東部土地区画整理事業1街区1画地[25]
- 土地区画整理事業により開業したロードサイド店舗。平屋の小型モール。核店舗はヨークベニマル。ドラッグストアはサンドラッグ、100円ショップはダイソー。
- アクセス - JR水郡線常陸太田駅より徒歩約22分、茨城交通「フォレストモール常陸太田」停留所すぐ。

フォレストモール川崎黒川
- 所在地 - 神奈川県川崎市麻生区南黒川1番7号[26]
- 神奈川県内では初の出店。1階と屋上駐車場だけの平屋の小型モール。核店舗はロピア、ドラッグストアはサンドラッグ。店舗はその2つのみで、他に小規模なクリニックモールとして2件の診療所があり、ほかに1件の診療所が2025年に開業予定。
- アクセス - 小田急多摩線黒川駅南口。

### 甲信地方
フォレストモール岡谷
- 所在地 - 長野県岡谷市神明町3-1-3[27]
- ロードサイド店舗。南大沢に続き2番目に開業した。核店舗はデリシア。ドラッグストアはサンドラッグ、100円ショップはダイソー。ゲオ岡谷店などが出店。
- アクセス - 長野自動車道岡谷ICより約1km。

フォレストモール富士河口湖
- 所在地 - 山梨県南都留郡富士河口湖町小立8017-1[28]
- ロードサイド店舗。山梨県内初の出店。核店舗はマックスバリュ（マックスバリュ東海）。ドラッグストアはサンドラッグ、100円ショップはダイソー。ホームセンターくろがねや、スポーツDEPO[29]などが出店。

観光地である河口湖に近いため、キャンプやバーベキューなどレジャーの買い出しに立ち寄る観光客も多い。
- アクセス - 国道139号沿い、中央自動車道河口湖ICより約2.9km。

路線バスでは、富士山麓電気鉄道富士急行線河口湖駅より富士急バス「鳴沢・精進湖・本梄湖周遊バス（ブルーライン）」乗車、フォレストモール富士河口湖前下車。
河口湖に近い立地から、大型観光バス乗り入れ用の駐車場も用意されている（利用には事前連絡が必要）。
フォレストモール富士川
- 所在地 - 山梨県南巨摩郡富士川町青柳町973-1[34]
- ロードサイド店舗。核店舗はオギノ。ドラッグストアはサンドラッグ、100円ショップはダイソー。シャトレーゼなどが出店。
- アクセス - 国道52号沿い、道の駅富士川付近。最寄りICは中部横断自動車道増穂IC。

甲府駅からフォレストモール富士川行きの路線バスが運行されている。また富士川町のコミュニティバス「富士川町ホリデーバス」が「フォレストモール南」停留所を経由する（土日祝日のみ運行）。いずれも山梨交通鰍沢営業所が運行。
フォレストモール甲斐竜王
- 所在地 - 山梨県甲斐市富竹新田字大明神河原1714-1[37]
- ロードサイド店舗。核店舗は地元の食品スーパー・アマノパークス甲府バイパス店[38]（本社：甲斐市篠原[39]）。なお富竹新田はアマノパークス創業の地である[38]。ドラッグストアはサンドラッグ、100円ショップはダイソー。
- アクセス - 国道20号甲府バイパス沿い。中央自動車道甲府昭和ICより約2.1km、双葉スマートICより約3.7km。最寄り駅はJR中央本線竜王駅。

フォレストモール佐久平
- 所在地 - 長野県佐久市岩村田5502番21
- 平屋の小型モール。核店舗はAコープファーマーズ、蔦屋書店。ドラッグストアはアメリカンドラッグ、100円ショップはダイソー。
- アクセス - JR佐久平駅より徒歩14分、佐久市デマンド型交通「デマンドワゴンさくっと」[40]「フォレストモール佐久平」停留所すぐ。上信越自動車道佐久ICより約3.6km、中部横断自動車道佐久中佐都ICより約1.6km。

### 近畿地方
フォレストモール木津川
- 所在地 - 京都府木津川市梅美台1-1-1[41]
- 近畿地方への出店第1号。京都府南端の奈良県との県境に近い木津川市に、木津南特定土地区画整理事業により建設された[42]。学研都市内のニュータウン（木津地区）に所在する。

ロードサイド店舗。核店舗はバロー。ドラッグストアはサンドラッグ、100円ショップはセリア。
- アクセス - 府道44号沿い、京奈和自動車道木津ICより約2.8km。最寄り駅はJR平城山駅・木津駅。

フォレストモール岩出
- 所在地 - 和歌山県岩出市中迫147[43]
- 「オークワミレニアシティ岩出」（旧ニチイ岩出店→岩出サティ）の跡地に開業[44]。核店舗はメッサオークワ、無印良品。ドラッグストアはサンドラッグ、100円ショップはセリア。
- アクセス - JR和歌山線岩出駅より徒歩14分、コミュニティバス「岩出市巡回バス」[45]「中迫南」停留所すぐ。京奈和自動車道岩出根来ICより約4km[46]。

フォレストモール京田辺
- 所在地 - 京都府京田辺市同志社山手1-1-1[47]
- ロードサイド店舗。敷地内に各店舗が分かれたオープン型モール。核店舗はバロー、コメリハードアンドグリーン。ドラッグストアはサンドラッグ、100円ショップはセリア。
- アクセス -  片町線JR三山木駅・近鉄京都線三山木駅より徒歩22分、奈良交通「同志社山手北」停留所すぐ。

フォレストモール八尾
- 所在地 - 大阪府八尾市郡川1丁目1-1[48]
- ロードサイド店舗。2階建ての小型モール。核店舗はオークワ。ドラッグストアはサンドラッグ、100円ショップはダイソー。
- アクセス - 近鉄信貴線服部川駅より徒歩12分、八尾市乗合タクシー[49]「フォレストモール八尾」停留所すぐ。

## 関連会社
- 合同会社フォレストプロパティ - 資産保有会社
- FOREST MALL USA CORPORATION - 商業不動産事業
- 株式会社イリオ - 犬専門ペットショップ（本社：神奈川県横浜市西区）[50]。フォレストモール富士河口湖、ヴェルモ志木のほか、ららぽーと豊洲、港北東急に出店。